# Varrón
Marco Terencio Varrón (en latín: Marcus Terentius Varro; Rieti, 116-27 a. C.) fue un caballero romano, polígrafo, militar y funcionario romano. Fue probablemente uno de los mayores sabios de la Antigua Roma y para las futuras generaciones fue asociado a la figura de un hombre erudito y de alto nivel intelectual. El poeta italiano Petrarca lo definió como "il terzo gran lume romano", es decir, la tercera gran luz romana, tan solo por detrás de Cicerón y Virgilio.

## Biografía
Lugarteniente de Pompeyo durante la guerra civil en 49 a. C., llegó a ser pretor. Obtenido el perdón de Julio César, quien lo nombró director de las primeras bibliotecas públicas de Roma. Asesinado César, se le confiscaron sus bienes por orden de Marco Antonio que le había declarado fuera de la ley, pero finalmente Octavio se los restituyó. Abandonó entonces por completo la carrera pública para dedicarse al saber y a la escritura. Destacó por su cultura y sus obras literarias sobre la agricultura.

## Obra

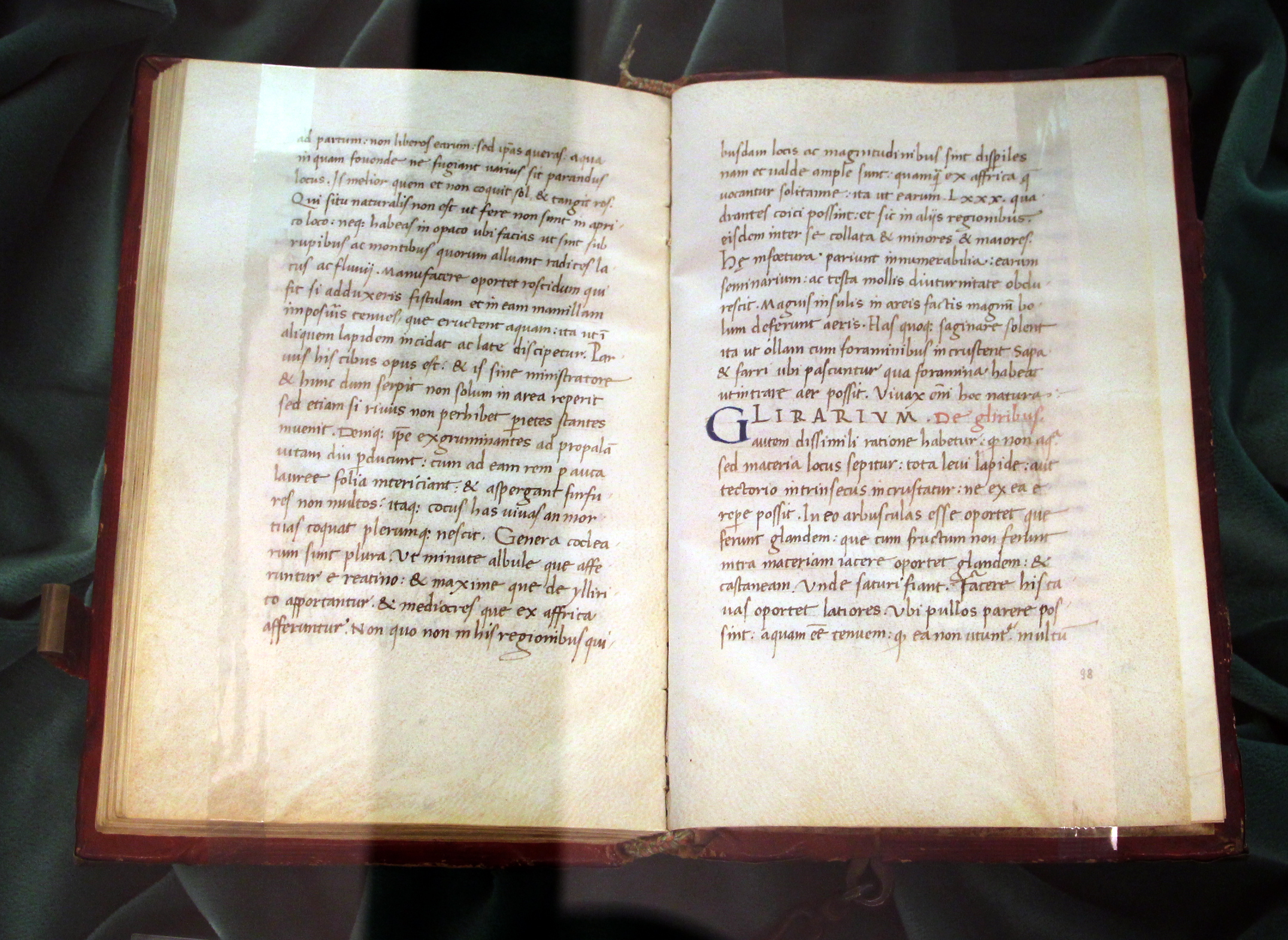
Edición de De re rustica, conservada en la Biblioteca Medicea Laurenziana.

Amigo de Cicerón y discípulo de Lucio Elio Estilón está considerado uno de los más grandes anticuarios romanos y escribió, según las diferentes tradiciones, entre 490 y 620 obras de las que se conocen los títulos de 55, aunque solo se conserva una completa, De re rustica (De las cosas del campo) compuesta de tres libros y publicada en 37 a. C. Aparte de De lingua latina del resto solo se conservan citas fragmentarias.
Un aspecto destacable de la obra es la anticipación de la microbiología y la epidemiología. Varrón advirtió a sus contemporáneos que evitaran los pantanos y las marismas, ya que en dichas áreas "hay una raza de ciertas criaturas diminutas que no se pueden ver por los ojos, pero que flotan en el aire y entran al cuerpo por la boca y la nariz y causan enfermedades graves".

### De lingua latina
De esta obra se conservan parcialmente 6 de los 25 volúmenes que la componían originalmente.
-Controversia entre anomalistas y analogistas.
-Ensayo amplio del latín: etimología, morfología y sintaxis.
-Significado de las palabras. Su construcción.
Para Varrón, el hombre creó las palabras porque se encuentra acciones u objetos cotidianos que requieren que le ponga un nombre. A partir de estas palabras primitivas, se van creando otras palabras posteriores (Varrón está explicando, en definitiva, cómo se crea una lengua). Desde un punto de vista actual, esta idea sí que tiene algo de fundamentación en relación con la adquisición del lenguaje.
-A Varrón se debe la primera distinción entre formación por flexión (morfología flexiva) y formación por derivación (morfología derivativa).
- Variación de las palabras por su propia naturaleza. Variación obligatoria, por ejemplo, los morfemas de género y número. (Flexión).
- La variación por derivación no es obligatoria. Ej: Casita. Si no existe el morfema –ita, sigue existiendo la palabra casa.

-Clasificación de las partes de la oración según el criterio del caso y el tiempo:
1. Participio (tiene caso y tiempo).
2. Verbo (no tiene caso pero sí tiempo).
3. Nombre (en esta categoría se incluía también el adjetivo, tiene caso pero no tiempo).
4. Adverbio (no tiene caso ni tiempo).

### Listado de obras

#### Completas
- De lingua latina, libri XXV [Sobre la lengua latina, en 25 libros (se conservan 6)]: referencia para los gramáticos latinos
- Rerum rusticarum libri III (Cuestiones de Agricultura en tres libros): dirigidos a su esposa Fundania: el arte del agricultor, las manadas, la economía rural

#### Perdidas
- Saturarum Menippearum libri CL (Sátiras Menipeas en 150 libros): sátiras inspiradas en el filósofo cínico Menipo de Gádara
- Antiquitatum rerum humanarum et divinarum libri XLI: algunas partes de las Antigüedades sirvieron de referencia a los Padres de la Iglesia cristiana en temas de religión romana pagana
- Logistoricon libri LXXVI
- Hebdomades vel de imaginibus
- Disciplinarum libri IX